# Миралимова, Хосият
Хосият Миралимова (1914 год, кишлак Ява, Ходжентский уезд, Ферганская область, Туркестанская область — дата смерти неизвестна, кишлак Ява, Ходжентский район, Ленинабадская область, Таджикская ССР) — советская колхозница, таджикский хозяйственный и государственный деятель, звеньевая колхоза имени Сталина Ленинабадского района Ленинабадской области, Таджикская ССР. Герой Социалистического Труда (1948). Член ЦК Компартии Таджикистана.

## Биография
Родилась в 1914 году в кишлаке Ява Ходженткого уезда. Окончила местную сельскую школу. С 1930 года трудилась рядовой колхозницей, с 1934 года — звеньевой хлопководческого звена в колхозе имени Сталина (позднее — «Коммунизм», «40 лет Октября») Ленинабадского района. В 1940 году была назначена бригадиром хлопководческой бригады. В 1944 году вступила в ВКП(б).
В 1947 году бригада под руководством Хосият Миралимовой получила в среднем по 61,5 центнера египетского хлопка с каждого гектара на участке площадью 5 гектаров. Указом Президиума Верховного Совета СССР от 1 марта 1948 года удостоен звания Героя Социалистического Труда за «получение высокого урожая хлопка при выполнении колхозом обязательных поставок и натуроплаты за работу МТС в 1947 году и обеспеченности семенами зерновых культур для весеннего сева 1948 года» с вручением ордена Ленина и золотой медали «Серп и Молот».
Этим же Указом были удостоены звания Героя Социалистического Труда звеньевые Джурабай Атаев, Муллорозик Бободжанов, Рахматбой Султанов, Гадойбой Юлдашев и председатель колхоза Пулат Бобокалонов.
С 1947 года — председатель колхоза имени Урунходжаева Ленинабадского района. Благодаря её деятельности колхоз в 1948 году показал высокие результаты в хлопководстве. За выдающиеся трудовые достижения была награждена вторым Орденом Ленина. С 1950 года трудилась бригадиром, председателем (1956—1958), заместителем председателя колхоза (1958—1963), бригадиром (1963—1966) колхоза имени Фрунзе Ленинабадского района. С 1966 года — председатель колхозного женсовета.
Избиралась членом ЦК Компартии Таджикистана (1948—1954).
После выхода на пенсию проживала в родном кишлаке Ява Ленинабадского района. Дата смерти не установлена.
Награды
- Герой Социалистического Труда
- Орден Ленина — дважды (1948; 17.12.1949)
- Почётная Грамота Президиума Верховного Совета Таджикской ССР.
- Мастер хлопка Таджикской ССР (1957).